# Copa de la Liga Femenina de Escocia
La Copa de la Liga Femenina de Escocia (en inglés y oficialmente: Scottish Women's Premier League Cup) es una competición anual de fútbol femenino en Escocia, que enfrenta a los equipo de la Scottish Women's Premier League en cuatro rondas, incluyendo la final. La primera edición fue en 2002.

## Formato
Desde 2015 ocho de los doce equipos de la Premier League son seleccionados en la primera ronda. Luego, los cuatro ganadores y los otros cuatro equipo juegan los cuartos de final. Todos los encuentros son de solo una ronda. El sistema es eliminación directa.

## Palmarés
ref.
| Año     | Campeón      | Result. | Subcampeón          |
| ------- | ------------ | ------- | ------------------- |
| 2002-03 | Kilmarnock   | 2–0     | Glasgow City        |
| 2003-04 | Kilmarnock   | 3–1     | Glasgow City        |
| 2004-05 | Hibernian    | 6–1     | Raith Rovers        |
| 2005-06 | Kilmarnock   | 3–2     | Glasgow City        |
| 2006-07 | Edinburgh    | 4–1     | Hibernian           |
| 2007-08 | Hibernian    | 4–0     | Queen’s Park Ladies |
| 2008-09 | Glasgow City | 3–0     | Spartans            |
| 2009    | Glasgow City | 3–1     | Hibernian           |
| 2010    | Celtic       | 4–1     | Spartans            |
| 2011    | Hibernian    | 5–2     | Spartans            |
| 2012    | Glasgow City | 5–1     | Spartans            |
| 2013    | Glasgow City | 5–0     | Spartans            |
| 2014    | Glasgow City | 3–0     | Hibernian           |
| 2015    | Glasgow City | 2–1     | Hibernian           |
| 2016    | Hibernian    | 2–1     | Glasgow City        |
| 2017    | Hibernian    | 4–1     | Celtic              |
| 2018    | Hibernian    | 9–0     | Celtic              |
| 2019    | Hibernian    | (p) 0–0 | Glasgow City        |